# Sikorsky S-53
Il Sikorsky S-53, indicato anche come Sikorsky XHJS-1 da convenzioni US Navy, fu un elicottero utility monorotore tripala quadriposto, progettato dall'azienda aeronautica statunitense Sikorsky Aircraft Corporation nella seconda parte degli anni quaranta. Venne sviluppato in risposta a un requisito della U.S. Navy per un elicottero polivalente navale. Il progetto XHJS-1 non fu avviato in produzione e ne vennero costruiti solo tre prototipi.

## Storia del progetto
L'S-53 era uno sviluppo del Sikorsky H-5 (S-51 per la denominazione interna), equipaggiato con un motore radiale Continental R-975-34 da 391 kW (525 shp) e modificato per l'impiego sulle portaerei. Il rotore di coda fu progettato per essere al di sopra dell'altezza d'uomo, con lo scopo di fornire maggiore sicurezza a terra, e il carrello d'atterraggio fu rinforzato per consentire le operazioni da navi militari. Tra le altre varianti rispetto al modello di partenza, vi era un rotore ripiegabile e la predisposizione per un carrello di tipo anfibio.
La marina statunitense ne ordinò tre prototipi con la denominazione XHJS-1 e il primo esemplare volò per la prima volta il 22 settembre 1947. Il progetto venne messo in competizione con il Piasecki XHUP-1 che si aggiudicò la commessa e fu ordinato con la denominazione HUP-1. L'S-53 si rivelò nettamente inferiore ai suoi concorrenti, non ebbe sviluppi ulteriori, fu abbandonato e mai più menzionato dalla Sikorsky.

## Varianti
XHJS-1
Prototipo per elicottero utility navale: tre costruiti.

## Utilizzatori
Stati Uniti
- United States Navy

solo per prove comparative.